# 平海福星
平海福星（英語：Ping Hai Star，來港前稱），是一匹曾在澳洲和香港出賽的已退役賽駒，來港後練馬師是蔡約翰。

## 簡介
出生於紐西蘭的「平海福星」來港前曾於昆士蘭出賽，獲兩冠一亞。
2017年11月11日，「平海福星」於香港首次出賽。
2018年1月7日，「平海福星」打開其在港的勝利之門。
2018年3月18日，莫雅策騎「平海福星」出戰香港打吡大賽，以一又四分三個馬位之先擊敗第二名的「星洲司令」奪魁，而該賽的第三名是「時時精綵」，可見「平海福星」是擊敗了一眾實力強橫的對手才成為了打吡盟主，而這更是莫雅首次勝出香港打吡大賽。賽後，莫雅說道：「『平海福星』質素優厚，今日能策騎牠出賽，令我樂在其中。」他續說：「牠質素非凡，加速力強，牠是匹體格強壯的馬，力量充沛，早於1月時已有人向我表示此駒定非池中物，而牠角逐打吡的途程亦能應付裕如。」而「星洲司令」的練馬師苗禮德也對頭馬「平海福星」有高度評價：「『星洲司令』已有出色表現，我相當滿意。牠已再一次擊敗多匹上仗蹄下敗將，只是不敵『平海福星』這匹質素尚未盡露的新星，該匹頭馬的勝出姿態，實在令人難以置信。」
2018年10月1日，「平海福星」雖然在慶典盃取得亞軍，表現理想，但其後於10月18日被獸醫發現左前腿內側籽骨上半截出現撕裂。「平海福星」於10月24日經全身麻醉後進行左前腿頂端碎骨移除手術，但是仍未康復，最終於2019年9月23日宣告退役，正式結束其競賽生涯。退役後在紐西蘭Highden Park過着退休生活。

## 在港勝出賽事全紀錄
| 比賽日期   | 賽事名稱             | 賽事班次 | 賽道 | 賽事路程 | 比賽馬場 | 名次 | 完成時間 | 騎師   |
| ---------- | -------------------- | -------- | ---- | -------- | -------- | ---- | -------- | ------ |
| 07/01/2018 | 蘭花讓賽             | 第三班   | 草地 | 1400米   | 沙田馬場 | 1    | 1:22.15  | 莫雷拉 |
| 04/02/2018 | 寶田讓賽             | 第二班   | 草地 | 1400米   | 沙田馬場 | 1    | 1:22.27  | 莫雷拉 |
| 03/03/2018 | 仙鶲讓賽             | 第二班   | 草地 | 1400米   | 沙田馬場 | 1    | 1:21.80  | 莫雷拉 |
| 18/03/2018 | 寶馬香港打吡大賽2018 | 四歲馬   | 草地 | 2000米   | 沙田馬場 | 1    | 2:01.18  | 莫雅   |

## 在港一級賽出賽全紀錄
| 比賽日期   | 賽事名稱   | 賽事班次 | 賽道 | 賽事路程 | 比賽馬場 | 名次 | 完成時間 | 騎師   |
| ---------- | ---------- | -------- | ---- | -------- | -------- | ---- | -------- | ------ |
| 29/04/2018 | 愛彼女皇盃 | G1       | 草地 | 2000米   | 沙田馬場 | 4    | 2:01.03  | 莫雷拉 |

## 外部連結
- . 2018-03-18  [2018-03-18]. （原始内容存档于2020-06-22）.